# Tatra T-III
Tatra T-III — чехословацкий средний танк, известный также как Tatra Typ 78 и T-78.

## История

### Прототип
В чехословацкой армии основными танками являлись машины Renault FT-17, однако средств для закупки танков не хватало, и чехословацкая армия разработала технические задания для разработки отечественных боевых машин.
В 1932 году была выработана спецификация KUV (Kombinovany utocneny voz), предусматривавшая создание колесно-гусеничного танка. Планировалось, что первые два шасси можно будет получить к началу 1933 года, но срок был смещён на 2 года. Разработкой танков занялась фирма Tatra, которая подписала соглашение на сборку прототипов 16 июня 1934 года, отказавшись от смены хода. Танки проходили проходили под обозначением «Tatra Typ 78» или «Т-78», в то время как по армейскому реестру им дали обозначение «Т-III».

### Описание
Танк классифицировался как средний. Основным его преимуществом была броня (до 32 мм), но листы соединялись при помощи уголков и заклёпок. По конструкции танк не отличался от LT vz.35, на базе которого он создавался.  Ходовая часть отличалась: восемь катков в четырёх тележках (из них два без резины), подвеска на полуэллиптических рессорах и 4 ролика. Также ставился оригинальный 11-цилиндровый двигатель звездообразной формы, который, однако, развивал мощность только до 280 л.с. при рабочем объёме 18000 куб. см и массе танка 16,4 т. 
Вооружение было классическим и состояло из 47-мм пушки «Шкода» и двух пулемётов ZB vz.37. Также ставилась башня нового типа, но ко времени постройки был готов только один её образец. О приборах наблюдения информации не сохранилось, также неизвестно, получил ли какой-либо танк полный комплект вооружения.

### Испытания
В начале 1937 года танки отправились на испытания. Образец с башней (но без оружия) получил номер «16641» и прошёл 460 км. Образец без башни получил номер «16640» и прошёл 363 км к 25 января. Танки не понравились военным ввиду того, что часто ломались в ходе испытаний. Армейская комиссия не приняла танки и предпочла им машину V-8-H.

### После испытаний
Образцы отправились в распоряжение танкового училища, где их использовали для подготовки водителей средних танков, ожидаемых к поступлению в 1939 году. В марте 1939 года немцы заняли Чехословакию и захватили один прототип T-III. Судя по всему, танк был отправлен на переплавку.

## В массовой культуре
Представлен в игре World Of Tanks как средний танк 4 уровня.